# Islamização da região do Sudão

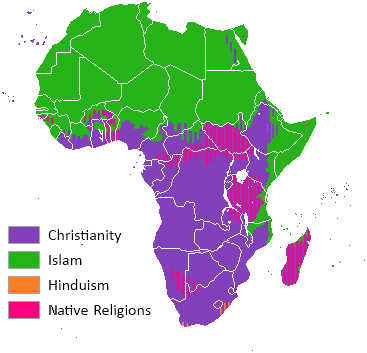
A divisão geográfica entre as principais religiões na África contemporânea

Reinos ocidentais da região do Sudão no século XVII

Os reinos centrais e orientais da região do Sudão no século XVIII

A islamização da região do Sudão, abrange um período prolongado de conversão religiosa, através de conquistas militares e das relações comerciais, abrangendo os séculos VIII ao XVI. Os desdobramentos da incursão religiosa e do conflito sectário continuam a ser uma fonte de tensão contínua em todos os Estados desta região.

## Antecedentes
Após a conquista do Egito no século VII e a conquista do Magrebe no século VIII, os muçulmanos árabes começaram a organizar expedições comerciais à região subsaariana, primeiro em direção à Núbia e depois através do Saara à África Ocidental. Grande parte desse contato foi motivada pelo interesse no comércio transaariano, particularmente o tráfico de escravos.
A proliferação da influência islâmica foi em grande parte um processo gradual. Os reinos cristãos da Núbia foram os primeiros a experimentar a incursão árabe a partir do século VII. Eles resistiram através da Idade Média até que o Reino de Macúria e sua capital Dongola entraram em colapso no início do século XIV. As ordens sufis desempenharam um papel significativo na disseminação do Islã entre os séculos IX e XIV, e fizeram proselitismo nas rotas comerciais entre o norte da África e os reinos subsaarianos de Gana e Mali. Eles foram responsáveis pela construção de Zauias nas margens do rio Níger.
A Ordem Senussi estava altamente envolvida no trabalho missionário durante o século XIX, com suas missões focadas na disseminação do Islã e da alfabetização até o sul do Lago Chade. O Império do Mali iniciou um período de conversão após o Haje (peregrinação à Meca) de Musa I em 1324. Posteriormente Tombuctu se tornou um dos mais importantes centros culturais islâmicos ao sul do Saara. E finalmente o  Reino de Alódia, considerado por muitos o último bastião da Núbia cristã, foi destruído pelo Sultanato de Senar em 1504.
Por estas razões e como consequência delas, atualmente grande parte da região é muçulmana. Isso inclui o Sudão (após a separação do Sudão do Sul cristão), o norte do Chade e do Níger, a maior parte do Mali, Mauritânia e Senegal. O problema da escravidão na África contemporânea permanece especialmente pronunciado nesses países, com divisões severas entre os berberes arabizados no norte e os africanos de pele escura no sul, motivando grande parte do conflito. Isso abrange principalmente os estados  da Mauritânia, Mali, Níger, Chade e Sudão, uma vez que essas nações sustentam o padrão secular de servidão hereditária que surgiu após as primeiras conquistas muçulmanas. A disputa étnica entre populações negras arabizadas e não-árabes levou a vários conflitos internos na região, mais notavelmente o conflito de Darfur, o conflito no norte do Mali e a Insurgência islâmica na Nigéria.

## Os árabes
Os contatos entre os núbios e os árabes ocorreram num período anterior ao processo de islamização, que ocorreu como consequência do avanço da arabização do Vale do Nilo. Este foi um processo gradual que ocorreu durante um período de quase mil anos. Nômades árabes vagavam continuamente pela região em busca de pastagens frescas, e marinheiros e mercadores árabes negociavam nos portos do Mar Vermelho em busca de especiarias e escravos. Casamentos e assimilação também facilitaram a arabização. Depois que as tentativas iniciais de conquista militar falharam, o 2º governador muçulmano do Egito, Abedalá ibne Sade, concluiu o primeiro de uma série de tratados regularmente renovados com os núbios que governavam as relações entre os dois povos por mais de seiscentos anos com apenas breves interrupções. Este tratado era conhecido como o Tratado de Bacte ou simplesmente Bacte. Enquanto os árabes dominassem o Egito, haveria paz na fronteira núbia; no entanto, quando os mamelucos adquiriram o controle do Egito através da dinastia Bahri, a tensão se intensificou na Núbia.
Os árabes perceberam as vantagens comerciais das relações pacíficas com a Núbia e usaram o Bacte para garantir que as viagens e o comércio continuassem sem obstáculos pela fronteira. O Bacte também continha disposições de segurança segundo as quais ambas as partes concordaram que nenhum das duas entraria em defesa da outra no caso de um ataque de terceiros. O Bacte obrigou ambos a trocar um tributo anual como um símbolo de boa vontade: os núbios enviavam escravos e os árabes enviavam grãos. Essa formalidade era apenas um sinal do comércio que se desenvolveu entre os dois. Não era apenas um comércio de escravos e cereais, mas também de cavalos e produtos manufaturados trazidos para a Núbia pelos árabes, e em marfim, ouro, pedras preciosas, goma arábica e gado levado de volta para o Egito ou embarcado para a Arábia.
A aceitação do Bacte não indicou a submissão núbia aos árabes; no entanto, o tratado facilitou aos árabes alcançar uma posição privilegiada na Núbia. Mercadores árabes estabeleceram mercados em cidades da Núbia para a troca de grãos e escravos. Engenheiros árabes supervisionaram a operação nas minas ao leste do Nilo, onde usavam trabalho escravo para extrair ouro e esmeraldas. Os peregrinos muçulmanos  viajaram através do Mar Vermelho em balsas através dos portos de Aidabe e Suaquém a caminho de Meca, portos que também recebiam cargas com destino da Índia ao Egito.
Genealogias tradicionais traçam a ancestralidade da área de população mista do Sudão do Vale do Nilo para tribos árabes que migraram para a região durante este período. Mesmo muitos grupos que não falam árabe afirmam descender de antepassados árabes. Os dois grupos de língua árabe mais importantes que surgiram na Núbia foram os jaalines e os juainas. Ambos mostraram continuidade física com a população indígena pré-islâmica. Os jaalines consideravam terem descendência dos coraixitas, a tribo do profeta Maomé. Historicamente eram mercadores de escravos, constituindo um ramo importante dos nômades jalabas (mercadores de escravos). Os juainas compunham uma família de tribos nômades que incluía os cababixes, os bagaras e os xucrias. Eram descendentes de árabes que migraram depois do século XIII para uma área que se estendia da savana e do semi-deserto a oeste do Nilo até o sopé da Abissínia a leste do Nilo Azul. Ambos os grupos formaram vários emirados tribais que sucederam os desmoronados reinos cristãos núbios, e que frequentemente estavam em conflito entre si e com os vizinhos não-árabes. Em alguns casos, como entre os bejas, vários migrantes árabes que se estabeleceram entre eles, foram absorvidos. Mais tarde a elite beja derivou sua legitimidade através de suas reivindicações de ancestralidade árabe.
Embora nem todos os muçulmanos da região falassem árabe, a aceitação do Islã facilitou o processo de arabização. O Islã penetrou na área por um longo período de tempo através de casamentos e contatos com comerciantes e colonos árabes.

## Os funjes
Ao mesmo tempo em que os otomanos colocaram a Núbia setentrional em sua órbita, um novo poder, os funjes, surge no sul da Núbia, suplantado os remanescentes do antigo reino cristão de Alódia. Em 1504, o líder funje, Amara Duncas, fundou o Sultanato de Senar. Este sultanato se tornou a pedra fundamental para a construção do poderio funje. Em meados do século XVI, Senar  passou a controlar a região do atual estado de Gezira e comandava a fidelidade de estados vassalos ao norte até a terceira catarata e ao sul até as florestas tropicais.
No auge de seu poder em meados do século XVII, os funjes repeliram o avanço para o norte do povo xiluque (Cholo) e obrigou muitos deles a se submeterem à autoridade funje. Depois dessa vitória, o meque (sultão) Badi II (r. 1644–1681) procurou centralizar o governo da confederação de Senar. Para implementar essa política, criou um exército permanente com soldados escravos que libertaria o califado da dependência do exército dos sultões vassalos. Essa política acabou afastando a dinastia da aristocracia guerreira, que depôs o meque reinante Badi III (r. 1692–1719), e colocou um membro de suas próprias fileiras, o futuro meque Unça III no trono de Senar em 1719. A meados do século XVIII ocorreu outro breve período de expansão quando o funjeinvadiram a Abissínia, derrotaram os furis e assumiram o controle de grande parte do Cordofão. Mas as guerras pacificadoras internamente e as exigências de defender o sultanato das ameaças externas haviam sobrecarregado os recursos da sociedade e esgotado sua força.
Outra razão para o declínio do califado pode ter sido a crescente influência de seus vizires hereditários (primeiro-ministro), que administravam os assuntos da corte. Em 1761, o vizir Maomé Abu Alcailaque, que havia lidado o exército funje durante as guerras, realizou um golpe palaciano, relegando ao sultão Badi IV um papel de líder simbólico. O domínio de Senar sobre seus vassalos diminuiu e, no início do século XIX, áreas mais remotas deixaram de reconhecer até mesmo a autoridade do meque.

## Os Furis
Darfur era a pátria dos furis. Exímios cavaleiros,  clãs furis ora se alinhavam ora se opunham a seus parentes, os canúris de Borno, na moderna Nigéria. Depois de um período de desordem no século XVI, durante o qual a região esteve brevemente sujeita ao Império de Bornu, o líder da clã Queira, Suleimão Solongue (r. 1596–1637), suplantou um clã rival e tornou-se o primeiro sultão de Darfur. Suleimão decretou o Islã como religião oficial do sultanato. No entanto, as conversões religiosas em larga escala não ocorreram até o reinado de Amade Becre (r. 1682–1722), que importou professores, construiu mesquitas e compeliu seus súditos a se tornarem muçulmanos. No século XVIII, vários sultões consolidaram a dinastia em Darfur, estabeleceram uma capital em El-Fasher enfrentaram os funjes na luta pelo controle do Cordofão.
Os sultões furis tinham o monopólio do tráfico de escravos. Cobraram impostos dos comerciantes, e sobre os escravos enviados ao Egito, e exigiam uma porcentagem dos escravos trazidos para Darfur. Alguns escravos domésticos acabaram tendo posições de destaque nas cortes dos sultões, e o poder exercido por esses escravos provocou uma reação violenta entre a elite dos furis no final do século XVIII. A rivalidade entre as elites escravas e tradicionais causou inquietação recorrente ao longo do próximo século.